# 1897 no beisebol
Esta é uma lista de eventos no mundo do beisebol durante o ano de 1897.

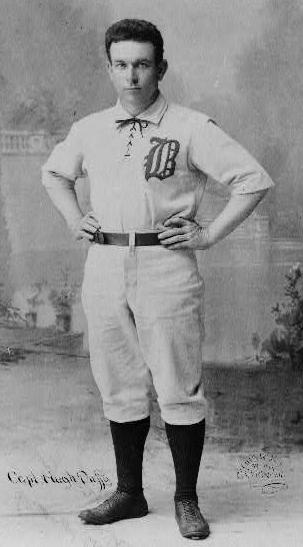
Hugh Duffy, foi o líder em home runs com 11.

## Campeões
- Temple Cup: Baltimore Orioles bateram o Boston Beaneaters por 4 jogos a 1
- National League: Boston Beaneaters

## Líderes
- Rebatidas: Willie Keeler 42,4%
- Home Runs: Hugh Duffy 11
- Vitórias: Kid Nichols 31
- ERA: Amos Rusie 2.54

## Grandes ligas de beisebol - times e aproveitamento

### National League
| Time                  | Vitórias | Derrotas |
| --------------------- | -------- | -------- |
| Boston Beaneaters     | 93       | 39       |
| Baltimore Orioles     | 90       | 40       |
| New York Giants       | 83       | 48       |
| Cincinnati Reds       | 76       | 56       |
| Cleveland Spiders     | 69       | 62       |
| Washington Senators   | 61       | 71       |
| Brooklyn Bridegrooms  | 61       | 71       |
| Pittsburgh Pirates    | 61       | 70       |
| Chicago Colts         | 59       | 73       |
| Philadelphia Phillies | 55       | 77       |
| Louisville Colonels   | 52       | 78       |
| St. Louis Browns      | 29       | 102      |

## Eventos
- 24 de junho – Dick Harley do  St. Louis Browns consegue seis rebatidas em jogo único contra o Pittsburgh Pirates.
- 29 de junho – O Chicago Colts bate o Louisville Colonels por 36-7, a vitória com maior vantagem na história da MLB.
- 18 de julho – Cap Anson do Chicago Colts alcança as 3.000 rebatidas na carreira com uma rebatida simples contra o arremessador do Baltimore Orioles George Blackburn.
- 18 de setembro – Cy Young arremessa o primeiro no-hitter de sua carreira quando o Cleveland Spiders bate o Cincinnati Reds por 6-0, no primeiro jogo de uma rodada dupla.